# Wigger (vattendrag i Schweiz)
Wigger är ett vattendrag i Schweiz. Det ligger i den centrala delen av landet, 50 km nordost om huvudstaden Bern.
I omgivningarna runt Wigger växer i huvudsak blandskog. Runt Wigger är det ganska tätbefolkat, med 149 invånare per kvadratkilometer.